# Vstup Rumunska do Evropské unie

Mapa Evropské unie

Ke vstupu Rumunska do Evropské unie došlo dne 1. ledna 2007. V rámci tohoto rozšíření vstoupilo do Unie též Bulharsko.
Rumunsko vstoupilo do Evropské unie bez referenda, na základě hlasování parlamentu.